# Jelcz 272 MEX
Jelcz 272 MEX — міський автобус, що виготовлявся протягом 1963—1977 років польською фірмою Jelcz, розташованою в місті Єльч-Лясковіце біля Олави. Модель є ліцензійним різновидом чехословацьких автобусів Škoda 706 RTO MTZ і Škoda 706 RTO MEX. Через свій зовнішній вигляд отримав прізвисько «огірок» (пол. ogórek).

## Історія

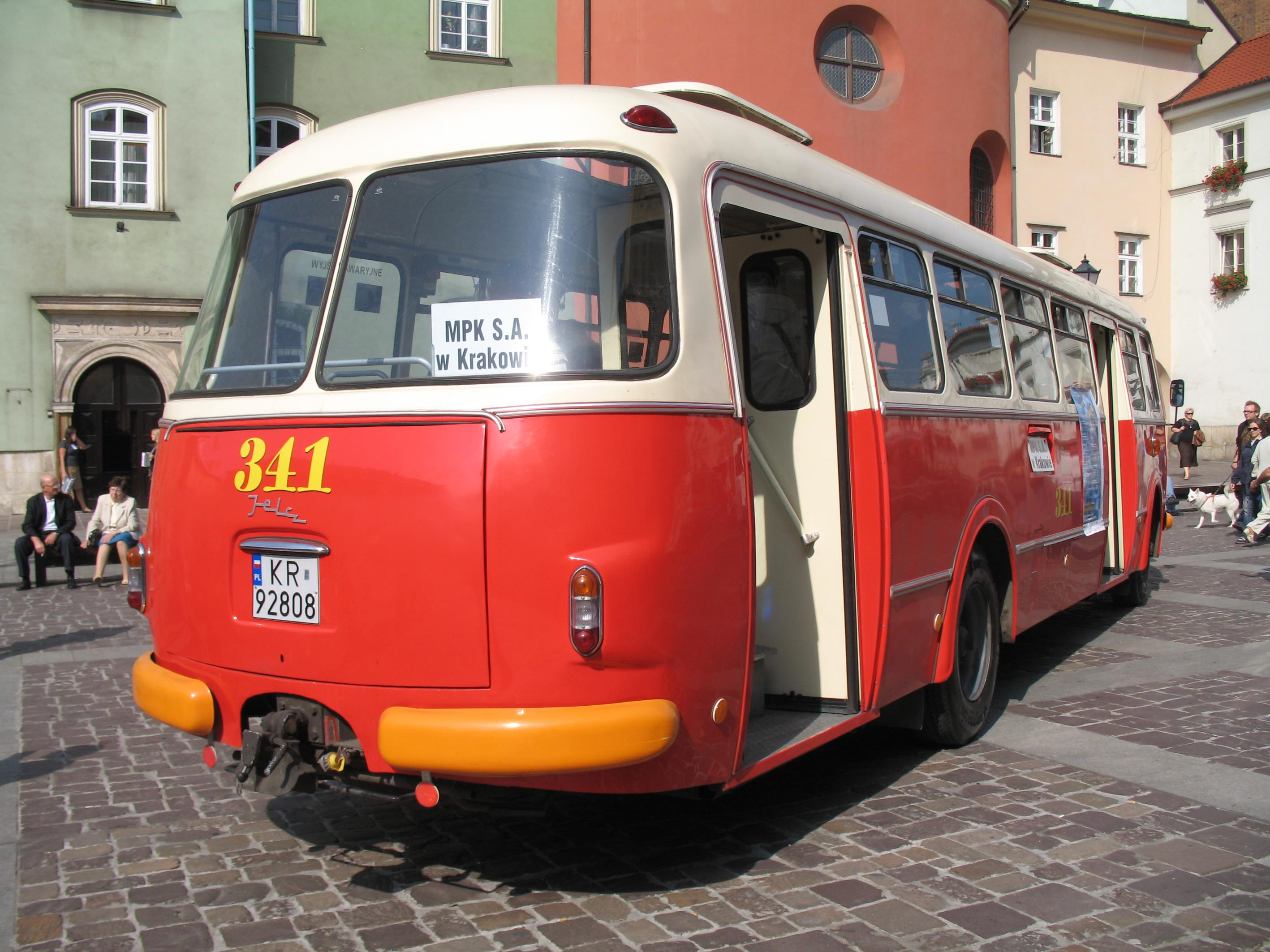
Jelcz 272 MEX у Кракові, вигляд ззаду

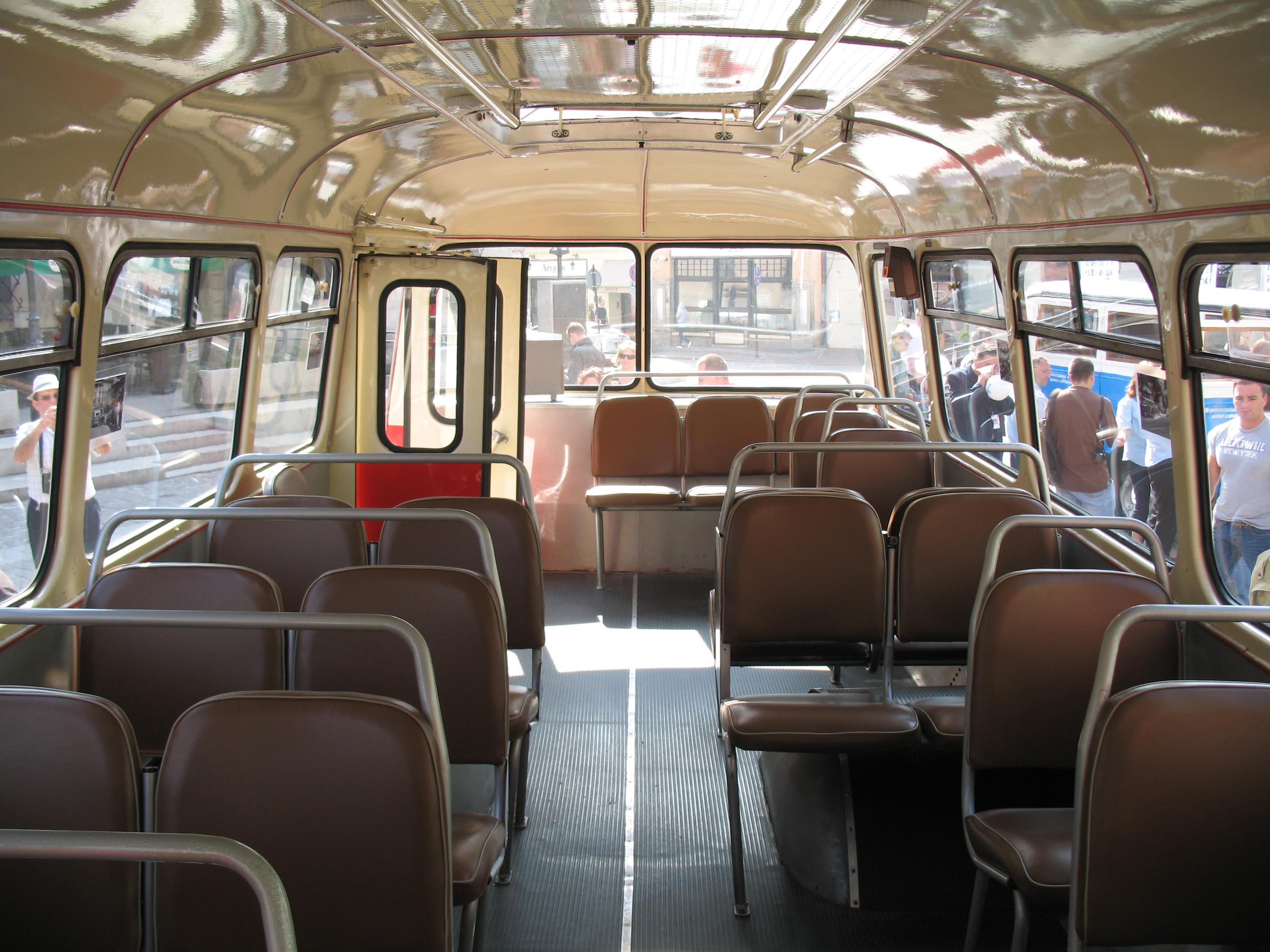
Салон Jelcz 272 MEX

Зростання чисельності міського населення в Польщі у 1950-60-х спровокувало зростання потреб у транспортних послугах, для задоволення яких було потрібно залучати міські автобуси великої місткості. Зважаючи на брак пропозицій польських виробників автобусів такого типу, а також їхній недостатній імпорт, Jelczańskie Zakłady Samochodowe (Єльчинський автомобільний завод, нині Jelcz) у 1962 році розробив технічну документацію й сконструював прототип міського автобуса Jelcz 272 MEX, що був варіацією моделі Jelcz 043 для пасажирських перевезень на міських маршрутах. Серійне виробництво автобусів цієї моделі почалося в 1963 році.
Кузов автобуса, поставлений на поздовжню раму з заклепковим з'єднанням, зроблений із закритих та відкритих сталевих профілів, поєднаних між собою методом зварювання. Зовні автобус пошитий сталевими фракціями, поєднаними з каркасом за допомогою заклепок. У лобовій частині над вікнами розташований маршрутний вказівник. У правій бічній стіні між передньою та задньою віссю та біля задньої частини розміщені пневматичні подвійні вхідні двері. У лівій бічній стіні розташовані двері, призначені для водія. Салон, висота якого сягає 1900 мм, розрахований на перевезення 81 пасажира, в тому числі 28 — на сидячих місцях. Усередині салон облицьований лакованими деревноволокнистими плитами, підлога виконана з покритих гумою соснових дошок. Опалюється салон за допомогою паливного та водного калориферів. На відміну від моделі Jelcz 043, над бічними вікнами у 272 MEX відсутні багажні полиці; також відсутній і багажник під дахом автобуса.
Для приведення автобуса в рух застосовується імпортований з Чехословаччини шестициліндровий дизельний двигун з безпосереднім впорскуванням палива типу Škoda 706RT ємністю 11 781 см³ та максимальною потужністю 117,6 кВт. Двигун поєднаний з ручною несинхронізованою коробкою з п'ятьма передачами; розташований у передній частині автобуса над передньою віссю. Задні колеса приводяться в рух за допомогою трубоподібного валу, що складається з двох частин. У ходовій частині розміщена жорстка передня вісь двотаврового типу, що підтримується поздовжніми напівеліптичними ресорами та двома плечовими гідравлічними амортизаторами. Задній міст підтримується напівеліптичними ресорами, додатково підтримуваними гідравлічними плечовими амортизаторами. Система управління з черв'ячною передачею розташований у допоміжній помпі типу AB 125.
Сьогодні[коли?] в Польщі збереглося чотири екземпляри Jelcz 272 MEX. Два з них належать спільнотам шанувальників громадського транспорту, один — Міському комунікаційному підприємству в Любліні, а четвертий — приватному колекціонеру. У 2002 році Міське комунікаційне підприємство в Кракові переробило автобус Jelcz 043 у 272 MEX.

## У популярній культурі
- У 5, 6 і 7 епізодах серіалу Daleko od szosy[pl] (Далеко від шосе) один із персонажів — Лешек — працює водієм автобусу Jelcz 272 MEX.
- У фільмі 777 водій Адам (Пйотр Фрончевський[pl]) працює в автобусі Jelcz 272 MEX.